# Долбенко, Евгений Тихонович
Евгений Тихонович Долбенко (7 ноября 1925 года, Акбулак, Актюбинский уезд, Актюбинская губерния, Казакская АССР, РСФСР, СССР — 7 февраля 2006, Москва) — советский инженер-литейщик, учёный, лауреат Ленинской премии.

## Биография
С января 1943 по 1946 год служил в РККА. Участник Великой Отечественной войны, младший лейтенант, командир огневого взвода. Награждён орденами Красной Звезды (1945) и Отечественной войны II степени (1986).
Окончил МВТУ (1952) по специальности инженер-механик.
- 1952—1965 на Южно-Уральском машиностроительном заводе (Орск): мастер, заместитель начальника, начальник ЦЗЛ, заместитель главного металлурга, главный металлург.
- 1965—1975 начальник Управления металлургии министерства тяжёлого, энергетического и транспортного машиностроения СССР.
- 1975—1978 начальник управления металлургии Минтяжмаша СССР.
- 1978—1987 генеральный директор НПО ЦНИИТМАШ,
- 1987—2003 главный научный сотрудник НПО ЦНИИТМАШ.

Руководил техническим перевооружением заводов Минтяжмаша, внедрением новой техники и прогрессивных технологий.
Кандидат (1963), доктор (1982) технических наук. Автор многих научных работ и изобретений.
Умер 7 февраля 2006 года в Москве. Похоронен на Хованском кладбище.

## Награды
- Ленинская премия 1967 года — за разработку и внедрение в производство принципиально новой технологии литейного производства — изготовления стержней и форм из жидких самотвердеющих смесей.
- Награждён орденами Красной Звезды (1946), Отечественной войны ІІ степени (1986), «Знак Почёта» (1976, 1981), медалями.